# Opilioacarida
Opilioacarida, frequentemente referida como Opilioacariformes, é uma ordem de ácaros do grupo Parasitiformes, sendo a mais pequena das ordens (ou superordens) de ácaros. Contém uma única família e cerca de 10 géneros. São de ocorrência pouco frequente, com corpos comparativamente grandes e considerados primitivos, pois retêm seis pares de olhos e segmentação abdominal. Os Opilioacariformes podem ser considerados estreitamente aparentados (grupo irmão) dos Parasitiformes.

## Taxonomia
O primeiro membro dos Opilioacarida a ser descoberto foi a espécie argelina Opilioacarus segmentatus, descrita por Carl Johannes With em 1902, seguida da espécie siciliana Eucarus italicus e por Eucarus arabicus de Aden, ambas em 1904. Conhece-se um único espécime fóssil, encontrado em âmbar báltico datado do Eoceno.
Em classificações mais antigas o grupo constituía um grupo próprio, os "Opilioacariformes", mas análises moleculares demonstraram ser um grupo-irmão do complexo Ixodida + Holothyrida.
A família Opilioacaridae With, 1902, a única incluída nesta ordem, contém os seguintes géneros:
- Adenacarus Hammen, 1966
- Caribeacarus Vázquez & Klompen, 2009
- Indiacarus Das & Bastawade, 2007
- Neocarus Chamberlin & Mulauk, 1942
- Opilioacarus With, 1902
- Panchaetes Naudo, 1963
- Paracarus Chamberlin & Mulauk, 1942
- Phalangioacarus Coineau & Hammen, 1979
- Salfacarus Hammen, 1977
- Siamacarus Leclerc, 1989
- Vanderhammenacarus Leclerc, 1989